# Georg von Holle (Botaniker)
Georg Karl Hans Dietrich von Holle (geboren 25. Mai 1825 in Eckerde; gestorben 9. Oktober 1893 ebenda) war ein deutscher Pflanzen- und Insektenkundler, Privatgelehrter und Privatdozent, adliger Gutsbesitzer und Brombeerzüchter.
Sein botanisches Autorenkürzel lautet „Holle“.

## Leben

### Familie
Georg von Holle wurde in das Adelsgeschlecht von Holle hineingeboren als ein Sohn des Gutsbesitzers und Majors Ferdinand Adolph von Holle (1787–1865) und dessen Ehefrau Sophie Christiane Charlotte geborene von Alten (gestorben 1885) aus dem Adelsgeschlecht von Goltern. Sein älterer Bruder war Eberhard August von Holle (1830–1899).

### Werdegang
Georg von Holle wurde zur Zeit des Königreichs Hannover auf dem seinem Vater gehörenden Gut Eckerde bei Hannover geboren. Seine Vorbildung erhielt er durch Privatunterricht und besuchte ab 1841 zunächst das hannoversche Lyceum, 1845 dann die Ritter-Akademie in Lüneburg. Ab 1846 studierte er das Fach Botanik an der Universität Göttingen, an der er nach rund drei Jahren 1849 zum Dr. phil. promoviert wurde.
Zu einer weiteren Ausbildung ging von Holle für ein Jahr nach Wien und habilitierte sich dann als Privatdozent für Botanik an der Universität Heidelberg zum Dr. rer. nat.
Noch in Heidelberg verfasste von Holle neben einigen kleineren Abhandlungen seine dort 1857 erschienene Schrift Die Zellenbläschen der Lebermoose.
1850 bis 1851 lehrte von Holle als Privatdozent an der Universität Göttingen, anschließend an der Universität Heidelberg. Seine schwächliche Gesundheit zwang ihn jedoch bald darauf, seine Laufbahn als Dozent aufzugeben. So ging er zurück auf das Gut seines Vaters in Eckerde, das er nach dessen Tod fortführte.
Georg von Holle setzte von seinem Gutshaus aus, wo er als Privatgelehrter wirkte, „seine botanischen Studien mit großem Eifer fort und veröffentlichte“ 1862 „Die Farnflora von Hannover“. Darin beschrieb er unter anderem seltene, zum Teil heute als „verschollene“ Arten im Bornumer Holz.
1882 folgte von Holles Veröffentlichung der „Flora von Hannover“. Daneben studierte er die verschiedenen Arten und Abarten der Brombeersträuche, für die er zum großen Teil eigene Kulturen anlegte. Daneben beschäftigte er sich mit der Entomologie, legte ein Herbarium und eine wertvolle Sammlung von Käfern an. Insbesondere beschäftigte er sich mit der geographischen Verbreitung der Laufkäfer.
Georg von Holle war unterdessen zum Ehrenmitglied der Naturhistorischen Gesellschaft zu Hannover (NGH) ernannt worden. Durch seinen Tod am 9. Oktober 1893 im Alter von 68 Jahren konnte er etliche Ergebnisse seiner Studien nicht mehr selbst vollumfänglich veröffentlichen. Als Nachlass hatte er „sein werthvolles Herbarium, seine Käfersammlung und seine umfassende Bibliothek“ sowie ein Kapital von 1000 Mark per Verfügung der NGH vermacht.

## Schriften
- Zur Entwicklungsgeschichte von Borrera ciliaris, Dissertation an der Universität Göttingen, Göttingen: Huth, 1849; Digitalisat über das Münchener Digitalisierungszentrum
- Über die Zellenbläschen der Lebermoose. Eine Pflanzenphysiologische Untersuchung, Heidelberg: Bangel und Schmitt, 1857
- Beiträge zur näheren Kenntniss der Proteinkörner im Samen der Gewächse, Heidelberg [1860?]
- Vergleichende Uebersicht der Proteinkörner im Samen der wichtigsten Familien der deutschen Flora, Heidelberg [1860?]
- Flora von Hannover. Ein Taschenbuch zum Bestimmen der um Hannover wildwachsenden und allgemeiner cultivirten Gefässpflanzen. Heft 1: Die Farnkräuter, Monocotyledonen, Coniferen und Amentaceen (Gräser, Halbgräser, die meisten Waldbäume etc.) / von G. von Holle ..., Hannover: Carl Rümpler, 1862
- Farnflora der Gegend von Hannover, Hannover: Hofbuchdruckerei der Gebrüder Jänecke, 1867
- Über die besonderen Hieracien-Formen des Hohensteines der Weserkette, Sonder-Abdruck aus dem Jahresbericht der Naturhistorischen Gesellschaft zu Hannover, Band 40/41 (1892), Hannover: In Commission Hahn’schen Hofbuchhandlung, S. 8–47;